# Sabine Lautenschläger

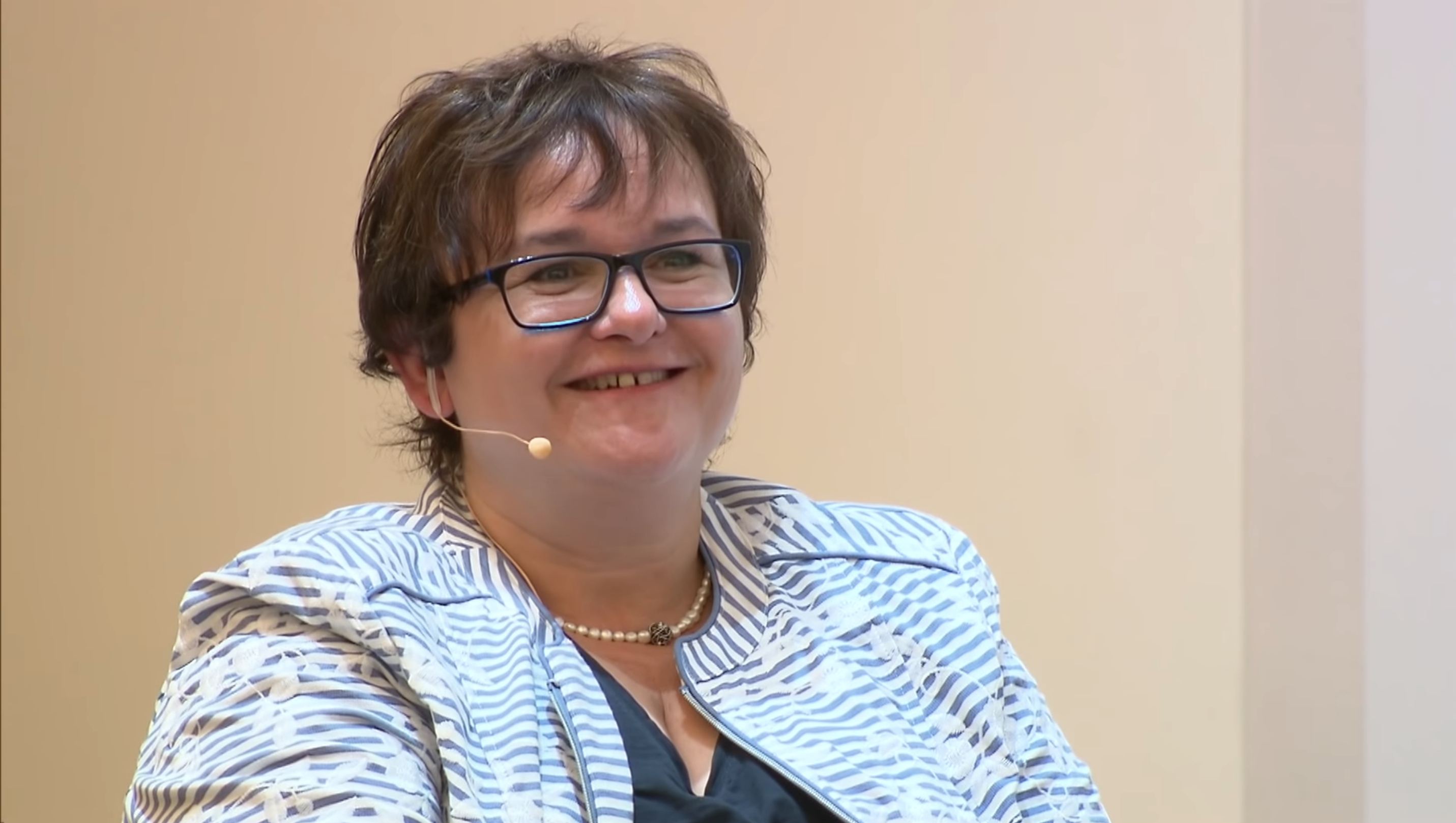
Sabine Lautenschläger in 2018

Sabine Lautenschläger (Stuttgart, 3 juni 1964) is een Duitse jurist en centrale bankier. Zij was vicepresident van de Deutsche Bundesbank. Lautenschläger volgde eind januari 2014 Jörg Asmussen op als lid van de directie van de Europese Centrale Bank.
Lautenschläger studeerde in 1990 af aan de Universiteit van Bonn.

## Kwantitatieve versoepeling 2015
Op 22 januari 2015 was zij een van de vijf leden van het ECB-bestuur die niet instemden met het stimuleringspakket van de Europese Centrale Bank om vanaf de lente van 2015 tot de herfst van 2016 voor zo'n 1000 miljard euro aan voornamelijk staatsobligaties op te kopen.

## Voetnoten
1. 1 2  CV bij de Bundesbank.de
2. ↑  "Regierung nominiert Lautenschläger für EZB", 17 december 2013.
3. ↑  (de)  Weg frei für erste Frau im EZB-Direktorium